# 벼멸구
벼멸구(brown planthopper, BPH, 학명: Nilaparvata lugens)는 쌀 식물(Oryza sativa L.)을 먹고사는 플랜트호퍼 종이다. 이 곤충들은 전 세계 인구의 약 절반의 주식으로 간주되는 벼의 가장 중요한 해충에 속한다. 먹음으로써, 또 2개의 바이러스(라이스 래기드 스턴트 바이러스, 라이스 그래시 스턴트 바이러스)를 전파함으로써 벼에 손상을 끼친다. 이 곤충으로부터 공격을 받은 취약한 벼 경작지에서 최대 60%의 생산량 손실이 일반적이다. 벼멸구는 오스트레일리아, 방글라데시, 부탄, 미얀마, 캄보디아, 중국, 피지, 인도, 인도네시아, 일본, 한국, 라오스, 말레이시아, 네팔, 파키스탄, 파푸바뉴기니, 필리핀, 스리랑카, 타이완, 태국, 베트남에 분포되어 있다.